# Ewer Pass
Ewer Pass är ett bergspass i Antarktis. Det ligger i Sydorkneyöarna. Argentina och Storbritannien gör anspråk på området. Ewer Pass ligger 200 meter över havet. Det ligger på ön Laurie.
Terrängen runt Ewer Pass är huvudsakligen kuperad, men österut är den platt. Havet är nära Ewer Pass åt nordost.  Trakten är obefolkad. Det finns inga samhällen i närheten. 